# Cervonîi Tik, Apostolove
Cervonîi Tik (în ucraineană Червоний Тік) este o comună în raionul Apostolove, regiunea Dnipropetrovsk, Ucraina, formată numai din satul de reședință.

## Demografie
Componența lingvistică a satului Cervonîi Tik
     Ucraineană (92,74%)
     Rusă (6,92%)
     Alte limbi (0,17%)
Conform recensământului din 2001, majoritatea populației satului Cervonîi Tik era vorbitoare de ucraineană (92,74%), existând în minoritate și vorbitori de rusă (6,92%).